# Точно диференциално уравнение
Точно диференциално уравнение или диференциално уравнение с пълен диференциал в математиката е определен вид обикновено диференциално уравнение.

## Точни диференциални уравнения от първи ред

### Тест за точно диференциално уравнение
Нека функциите {\textstyle M}, {\textstyle N}, {\textstyle M_{y}}, и {\textstyle N_{x}}, където долните индекси означават частната производна, са непрекъснати в множеството {\textstyle R:\alpha <x<\beta ,\gamma <y<\delta } . В такъв случай диференциалното уравнение
{\displaystyle M(x,y)+N(x,y){\frac {dy}{dx}}=0}
е точно тогава и само тогава, когато
{\displaystyle M_{y}(x,y)=N_{x}(x,y)}
Тоест съществува функция {\displaystyle \psi (x,y)}, наречена потенциална функция, така че
{\displaystyle \psi _{x}(x,y)=M(x,y){\text{ и }}\psi _{y}(x,y)=N(x,y)}
В общия случай:
{\displaystyle M_{y}(x,y)=N_{x}(x,y)\iff {\begin{cases}\exists \psi (x,y)\\\psi _{x}(x,y)=M(x,y)\\\psi _{y}(x,y)=N(x,y)\end{cases}}}

#### Доказателство
Доказателството се състои от две части.
Нека {\displaystyle \psi (x,y)} е функция, така че {\displaystyle \psi _{x}(x,y)=M(x,y){\text{ и }}\psi _{y}(x,y)=N(x,y)}.
Тогава {\displaystyle M_{y}(x,y)=\psi _{xy}(x,y){\text{ и }}N_{x}(x,y)=\psi _{yx}(x,y)}.
От условието, че {\displaystyle M_{y}} и {\displaystyle N_{x}} са непрекъснати, следва, че {\displaystyle \psi _{xy}} и {\displaystyle \psi _{yx}} също са непрекъснати, което гарантира тяхната еднаквост.
Втората част от доказателството се състои в конструирането на функцията {\displaystyle \psi (x,y)} и може да се използва и като процедура за решаване на точни диференциални уравнения от първи ред. Нека за {\displaystyle M_{y}}и {\displaystyle N_{x}} е изпълнено, че {\displaystyle M_{y}(x,y)=N_{x}(x,y)}, и нека {\displaystyle \psi (x,y)} е функция, за която е изпълнено, че {\displaystyle \psi _{x}(x,y)=M(x,y){\text{ и }}\psi _{y}(x,y)=N(x,y)}.
Започваме като интегрираме първото уравнение спрямо {\displaystyle x} . Практически няма значение дали се интегрира първото или второто уравнение, стига интегрирането да се извършва спрямо правилната променлива.
{\displaystyle {\frac {\partial \psi }{\partial x}}(x,y)=M(x,y)}{\displaystyle \psi (x,y)=\int {M(x,y)dx}+h(y)}{\displaystyle \psi (x,y)=Q(x,y)+h(y)}където {\displaystyle Q(x,y)} е произволна диференцируема функция, за която{\displaystyle Q_{x}=M} . Функцията {\displaystyle h(y)} играе ролята на константа на интегриране, но вместо просто константа, тя е функция от {\displaystyle y}, тъй като {\textstyle M(x,y)} е функция и от {\displaystyle x}, и от {\displaystyle y}, а ние интегрираме само спрямо {\displaystyle x} .
Сега, да покажем, че винаги е възможно да се намери функция {\displaystyle h(y)} такава, че {\displaystyle \psi _{y}=N} .{\displaystyle \psi (x,y)=Q(x,y)+h(y)}Диференцираме двете страни на уравнението спрямо {\displaystyle y} .{\displaystyle {\frac {\partial \psi }{\partial y}}(x,y)={\frac {\partial Q}{\partial y}}(x,y)+h'(y)}Заместваме {\displaystyle {\frac {\partial \psi }{\partial y}}(x,y)} с {\displaystyle N} и изразяваме {\displaystyle h'(y)} .{\displaystyle h'(y)=N(x,y)-{\frac {\partial Q}{\partial y}}(x,y)}За да се определи {\displaystyle h'(y)} от това уравнение, дясната страна трябва да зависи само от {\displaystyle y} . Това може да се докаже, като се покаже, че производната ѝ спрямо {\displaystyle x} винаги е нула. Затова диференцираме дясната страна спрямо {\displaystyle x}:{\displaystyle {\frac {\partial N}{\partial x}}(x,y)-{\frac {\partial }{\partial x}}{\frac {\partial Q}{\partial y}}(x,y)\iff {\frac {\partial N}{\partial x}}(x,y)-{\frac {\partial }{\partial y}}{\frac {\partial Q}{\partial x}}(x,y)}Понеже {\displaystyle Q_{x}=M}, следва, че{\displaystyle {\frac {\partial N}{\partial x}}(x,y)-{\frac {\partial M}{\partial y}}(x,y)=0},
въз основа на първоначалното предположение, че {\displaystyle M_{y}(x,y)=N_{x}(x,y)}.
Следователно,{\displaystyle h'(y)=N(x,y)-{\frac {\partial Q}{\partial y}}(x,y)}{\displaystyle h(y)=\int {\left(N(x,y)-{\frac {\partial Q}{\partial y}}(x,y)\right)dy}}{\displaystyle \psi (x,y)=Q(x,y)+\int {\left(N(x,y)-{\frac {\partial Q}{\partial y}}(x,y)\right)dy}+C}

### Решаване на точни диференциални уравнения от първи ред
Точни диференциални уравнения от първи ред с формата{\displaystyle M(x,y)+N(x,y){\frac {dy}{dx}}=0}могат да се запишат изцяло въз основа на потенциалната функция {\displaystyle \psi (x,y)}{\displaystyle {\frac {\partial \psi }{\partial x}}+{\frac {\partial \psi }{\partial y}}{\frac {dy}{dx}}=0}където{\displaystyle {\begin{cases}\psi _{x}(x,y)=M(x,y)\\\psi _{y}(x,y)=N(x,y)\end{cases}}}Това е еквивалентно на пълния диференциал на {\displaystyle \psi (x,y)} .{\displaystyle {\frac {\partial \psi }{\partial x}}+{\frac {\partial \psi }{\partial y}}{\frac {dy}{dx}}=0\iff {\frac {d}{dx}}\psi (x,y(x))=0}Тогава решенията на точното диференциално уравнение се дават от{\displaystyle \psi (x,y(x))=c}и проблемът се свежда до намирането {\displaystyle \psi (x,y)} .
Това може да се постигне чрез интегрирането на двата израза {\displaystyle M(x,y)dx} и {\displaystyle N(x,y)dy} и съставянето на полином, в който всеки член от получените изрази се среща само веднъж. Този полином ще бъде {\displaystyle \psi (x,y)}.
Причината за това е следната. Понеже{\displaystyle {\begin{cases}\psi _{x}(x,y)=M(x,y)\\\psi _{y}(x,y)=N(x,y)\end{cases}}}чрез интегриране на двете страни следва, че{\displaystyle {\begin{cases}\psi (x,y)=\int {M(x,y)dx}+h(y)=Q(x,y)+h(y)\\\psi (x,y)=\int {N(x,y)dy}+g(x)=P(x,y)+g(x)\end{cases}}}От което следва, че{\displaystyle Q(x,y)+h(y)=P(x,y)+g(x)}където {\displaystyle Q(x,y)} и {\displaystyle P(x,y)} са диференцируеми функции, така че {\displaystyle Q_{x}=M} и {\displaystyle P_{y}=N} .
За да е винаги изпълнено това, и за да може от двете страни да се получи абсолютно един и същи израз, а именно {\displaystyle \psi (x,y)}, {\displaystyle h(y)} задължително трябва да се съдържа в израза за {\displaystyle P(x,y)}, защото не може да бъде в {\displaystyle g(x)}, тъй като първото е изцяло функция на {\displaystyle y} и следователно не може да има нищо общо с {\displaystyle x} . Аналогично {\displaystyle g(x)} трябва да се съдържа в израза {\displaystyle Q(x,y)} .
Следователно,{\displaystyle Q(x,y)=g(x)+f(x,y){\text{ и }}P(x,y)=h(y)+d(x,y)}за някакви изрази {\displaystyle f(x,y)} и {\displaystyle d(x,y)} . Замествайки в предишното уравнение, изведено от системата, следва, че{\displaystyle g(x)+f(x,y)+h(y)=h(y)+d(x,y)+g(x)\Rightarrow f(x,y)=d(x,y)}и така {\displaystyle f(x,y)} и {\displaystyle d(x,y)} се оказват една и съща функция. От това следва, че{\displaystyle Q(x,y)=g(x)+f(x,y){\text{ и }}P(x,y)=h(y)+f(x,y)}Тъй като вече показахме, че{\displaystyle {\begin{cases}\psi (x,y)=Q(x,y)+h(y)\\\psi (x,y)=P(x,y)+g(x)\end{cases}}}следва, че{\displaystyle \psi (x,y)=g(x)+f(x,y)+h(y)}
В крайна сметка {\displaystyle \psi (x,y)} може да се построи чрез извършване на операциите{\displaystyle \int {M(x,y)dx}} и {\displaystyle \int {N(x,y)dy}} и съставянето на многочлен от едночлените, които са общи за двата израза (а именно {\displaystyle f(x,y)}), и добавянето към тях на едночлените, които се срещат само в един от двата интеграла, т.е. {\displaystyle g(x)} и {\displaystyle h(y)}.
|  | Тази страница частично или изцяло представлява превод на страницата Exact differential equation в Уикипедия на английски. Оригиналният текст, както и този превод, са защитени от Лиценза „Криейтив Комънс – Признание – Споделяне на споделеното“, а за съдържание, създадено преди юни 2009 година – от Лиценза за свободна документация на ГНУ. Прегледайте историята на редакциите на оригиналната страница, както и на преводната страница, за да видите списъка на съавторите. ВАЖНО: Този шаблон се отнася единствено до авторските права върху съдържанието на статията. Добавянето му не отменя изискването да се посочват конкретни източници на твърденията, които да бъдат благонадеждни. |